# Prasinocyma strigicosta
Prasinocyma strigicosta là một loài bướm đêm trong họ Geometridae.